# Тодор Браянов
Тодор Браянов е български революционер, деец на Вътрешната македоно-одринска революционна организация.

## Биография
Браянов е роден в Битоля, тогава в Османската империя. Става учител и работи в Църнобуки. Влиза във ВМОРО и става войвода в Битолско. Загива в 1900 година в сражение с турски войски.